# Dietmar Schulop
Dietmar Schulop, auch Detmar Schulop (bl. 1292–1350) war Ratssyndiker der Hansestadt Lübeck und 1327–1331 Domherr in Lübeck und seit 1321 in Schwerin.

## Leben
Detmar Schulop war Sohn des 1297 verstorbenen Lübecker Bürgers gleichen Namens und seiner 1319 verstorbenen Ehefrau Mechthild. Beide Eltern wurden in der späteren Brömsen-Kapelle der Jakobikirche begraben. Der erhaltene Grabstein gilt als einer der ältesten erhaltenen Grabsteine Lübecks. Er erbte gemeinsam mit seiner Schwester Emelgard das Haus Langer Lohberg 45 von den Eltern.
Über die Studienorte Schulops ist nichts bekannt. Seit dem 25. Februar 1319 als Magister bezeichnet und als Nachfolger von Willekin von Bardewik zweiter überlieferter Syndicus, stand er vom 7. Dezember 1321 bis zum 11. Januar 1331 im Dienst des Lübecker Rates. Schulop ist als Lübecker Domherr vom 8. April 1327 bis zum 11. Januar 1331 nachgewiesen. Seit 7. Dezember 1327 war er auch Schweriner Domherr, wobei er vom 28. Januar 1345 bis zum 31. Mai 1349 auch das Thesaurariat innehatte.
Er stiftete 1338 eine Vikarie für die Jakobikirche in Lübeck. Detmar Schulop muss vor dem 30. Mai 1350 gestorben sein, denn zu diesem Zeitpunkt wurden seine Schweriner Pfründen mit dem Thesaurariat an Paul Hake verliehen.
Aus seinem Nachlass kamen einige Gelder auch der Schweriner Dombaukasse zu. Doch am 24. Juni 1363 forderte das Schweriner Domkapitel immer noch die von Schulop vermachte Summe vom Lübecker Rat und am 3. Juni 1366 befand sich das Geld im Besitz seiner Testamentsexekutoren.